# Je s'rai là
Singles de Elsa
Qu'est ce que ça peut lui faire ?
(juin 1991) Bouscule-moi
(septembre 1992)
Pistes de Rien que pour ça
Rien que pour ça... Pour qui tu cours ?
Je s'rai là est le 15e single physique d'Elsa. 4e extrait de son album Rien que pour ça, uniquement destiné aux professionnels du disque au Canada.
Aucun vidéo clip ne fut tourné à l'occasion de cette sortie. Elsa n'a chanté en live cette chanson qu'une fois : lors de l'émission Le monde est à vous présenté par Jacques Martin sur Antenne 2 en 1990.

## Supports commerce
- CD promo monotitre
  - Piste 1 : Je s'rai là 3:20